# Турска на Зимским олимпијским играма 2010.
Турској је ово било петнаесто учешће на Зимским олимпијским играма. На Олимпијским играма 2010., у Ванкуверу, Британска Колумбија у Канади учествовали су са 5 учесника (2 мушкараца и 3 жене), који су се такмичили у три спорта. На свечаном отварању заставу Турске носила је такмичарка у скијашком трчању Kelime Aydın.

## Учесници по спортовима
| Спорт             | Мушкарци | Жене | Укупно |
| ----------------- | -------- | ---- | ------ |
| Алпско скијање    | 1        | 1    | 2      |
| Скијашко трчање   | 1        | 1    | 2      |
| Уметничко клизање | 0        | 1    | 1      |
| Укупно(3)         | 2        | 3    | 5      |

## Алпско скијање

### Жене
| Такмичарке     | Дисциплина | Резултати     | Резултати     | Резултати     | Резултати     | Резултати      |
| Такмичарке     | Дисциплина | 1. трка       | 2. трка       | Укупно        | Заостатак     | Пласман/ учес. |
| -------------- | ---------- | ------------- | ------------- | ------------- | ------------- | -------------- |
| Tugba Dasdemir | Слалом     | Није завршила | Није завршила | Није завршила | Није завршила | Није завршила  |
| Tugba Dasdemir | Велеслалом | 1:28,37 (63)  | 1:25,10 (55)  | 2:53,47       | 26,36         | 56 / 60 (86)   |

### Мушкарци
| Такмичар         | Дисциплина | Резултати    | Резултати    | Резултати    | Резултати    | Резултати    |
| Такмичар         | Дисциплина | 1. трка      | 2. трка      | Укупно       | Заостатак    | Пласман/учес |
| ---------------- | ---------- | ------------ | ------------ | ------------ | ------------ | ------------ |
| Erdinc Turksever | Слалом     | Није завршио | Није завршио | Није завршио | Није завршио | Није завршио |
| Erdinc Turksever | Велеслалом | Није завршио | Није завршио | Није завршио | Није завршио | Није завршио |

## Скијашко трчање

### Жене
| Дисциплина       | Такмичари   | Квалификације | Квалификације | Четвртфинале          | Четвртфинале          | Полуфинале            | Полуфинале            | Финале                | Финале                |
| Дисциплина       | Такмичари   | Резултат      | Пласман/учес. | Резултат              | Пласман/учес          | Резултат              | Пласман/учес.         | Резултат              | Пласман/учес.         |
| ---------------- | ----------- | ------------- | ------------- | --------------------- | --------------------- | --------------------- | --------------------- | --------------------- | --------------------- |
| Kelime Cetinkaya | 10 слободно |               |               |                       |                       |                       |                       | 30:48,0               | 69 / 78 (78)          |
| Kelime Cetinkaya | 15 потера   |               |               |                       |                       |                       |                       | 48:46,0               | 61 / 78 (78)          |
| Kelime Cetinkaya | Спринт      | 4:22,32       | 53            | Није се квалификовала | Није се квалификовала | Није се квалификовала | Није се квалификовала | Није се квалификовала | Није се квалификовала |

### Мушкарци
| Такмичар          | Дисциплина  | Финале  | Финале    | Финале      |
| Такмичар          | Дисциплина  | Време   | Заостатак | Место/учес. |
| ----------------- | ----------- | ------- | --------- | ----------- |
| Sebahattin Oglago | 15 слободно | 39:03,0 | 5:26,7    | 77 / 95(96) |

## Уметничко клизање
| Клизачица       | Дисциплина | Кратки програм | Кратки програм | Слободни састав | Слободни састав | Укупно | Укупно       |
| Клизачица       | Дисциплина | Оцене          | Пласман        | Оцене           | Пласман         | Оцене  | Пласман      |
| --------------- | ---------- | -------------- | -------------- | --------------- | --------------- | ------ | ------------ |
| Tugba Karademir | Жене       | 50,74          | 21             | 78,80           | 24              | 129,54 | 24 / 24 (30) |